# Keri Hilson
Keri Lynn Hilson (ur. 5 grudnia 1982) – amerykańska piosenkarka i autorka tekstów. Zadebiutowała w roku 2001 stając się członkiem The Clutch, grupy tworzącej teksty piosenek, tworząc utwory dla takich artystów jak Britney Spears, Ciara, Ludacris oraz Usher.
Zaśpiewała piosenkę na WrestleManii 27 w dniu 03.04.2011.

## Życiorys
Keri Lynn Hilson urodziła się w mieście Decatur, w stanie Georgia. Uczęszczała do szkoły średniej w Tucker. Od najmłodszych lat uczyła się gry na fortepianie oraz śpiewu, zaś w wieku czternastu lat dołączyła do girlsbandu By D'Signe. Hilson ukończyła studia teatralne na uniwersytecie Oxford College of Emory.
Jako piosenkarka zadebiutowała w roku 2009 wydając na rynek muzyczny album In a Perfect World..., który znalazł się w Top 5 zestawienia Billboard 200 oraz na szczycie notowania Top R&B/Hip-Hop Albums najpopularniejszych wydawnictw w Stanach Zjednoczonych, gdzie krążek odznaczony został złotą płytą. Album promowało pięć singli, z których najpopularniejsze to "Energy" oraz "Knock You Down". Reedycję wydawnictwa prezentował utwór "I Like" wydany w wybranych krajach europejskich, gdzie zyskał na sukcesie. Kompozycja promowała również niemiecką komedię romantyczną Zweiohrküken.
Hilson znana jest również jako artystka gościnnie użyczająca swego głosu w piosenkach, głównie gatunku R&B i hip hop. Zaistniała w roku 2004, kiedy to gościnnie użyczyła swego wokalu w utworu "Hey Now (Mean Muggin)" Xzibita. Inne wspólne projekty, z których zasłynęła, to kompozycje "The Way I Are" oraz "Scream" autorstwa Timbalanda.

## Kariera

### 2001-2007: Kariera jako autorka tekstów piosenek
W roku 2001 Hilson rozpoczęła karierę jako autorka tekstów piosenek pisząc dla takich artystów jak Britney Spears, Usher czy Ludacris. W roku 2004 artystka po raz pierwszy użyczyła swego wokalu w utworze "Hey Now (Mean Muggin)" Xzibita. Dwa lata później dołączyła do wytwórni płytowej założonej przez Timbalanda, Mosley Music Group oraz gościnnie pojawiła się na jednej z kompozycji Diddy'ego z albumu Press Play. Hilson udzieliła się również gościnnie w utworze "Help" Lloyda Banksa, który stał się drugim singlem z jego krążka Rotten Apple i znalazł się na pozycji #77 notowania Billboard Hot R&B/Hip-Hop Songs.
W roku 2007 artystka rozpoczęła współpracę z Timbalandem, pojawiając się na dwóch singlach z krążka Shock Value, "The Way I Are" oraz "Scream". Pierwszy z nich znalazł się na szczytach list przebojów w większości krajów świata, drugi zaś zyskał sukces w Europie. Ponadto Hilson gościnnie użyczyła swego głosu w utworach "Lost Girls" i "Good Things" repertuaru rapera Rich Boya oraz stworzyła kilka utworów na album Blackout Britney Spears. Tego samego roku Keri zagrała gościnnie w teledyskach Ushera "Love in This Club" oraz Ne-Yo "Miss Independent".

### 2008-2009:In a Perfect World...
Debiutancki album Keri Hilson, In a Perfect World... ukazał się w marcu 2009 roku. W jednym z wywiadów Hilson wyjaśniła koncepcję tytułu nadanemu krążkowi - "to moja droga do tego, by uświadomić ludzi z faktem, że nikt i nic na świecie nie jest doskonałe. Żaden z nas nie uniknie ciężkich związków, czy rozterek miłosnych. Bardzo ważne było dla mnie stworzenie piosenek, które będzie można powiązać z rzeczywistością. Nie chciałam stworzyć krążka, który ukazywałby mnie perfekcyjną, bo po prostu nikt taki nie jest i nie będzie". Wydawnictwo zadebiutowało na pozycji #4 notowania Billboard 200 w pierwszym tygodniu od premiery sprzedając się w postaci 94.000 egzemplarzy. Album odznaczony certyfikatem złotej płyty w Stanach Zjednoczonych, promowany był przez pięć singli między innymi głównym "Energy" oraz "Knock You Down", który znalazł się na Top 10 notowań w większości krajów świata. Reedycja krążka wydana na początku 2010 roku w wybranych krajach Europy promowana była przez kompozycję "I Like", która znalazła się na ścieżce dźwiękowej niemieckiej komedii romantycznej Zweiohrküken. Singel zyskał na sukcesie zajmując szczyt oficjalnego notowania najpopularniejszych utworów w Niemczech.
W międzyczasie promocji swego debiutanckiego krążka, Hilson gościnnie użyczyła swego wokalu w takich piosenkach jak "Medicine" Pliesa, "Everything, Everyday, Everywhere" Fabolousa, "Hero" Nasa, "Hold My Hand" Seana Paula oraz "Superhuman" Chrisa Browna.

### 2010-2011:No Boys Allowed
Pod koniec roku 2009 wokalistka rozpoczęła prace nad drugim albumem studyjnym, No Boys Allowed. W jednym z wywiadów Hilson wyznała, iż większość materiału na krążek wyprodukowali Polow da Don i Timbaland, zaś inspiracją do stworzenia wydawnictwa była afrykańska muzyka, kultura oraz krajobrazy. Pierwszym singlem promującym zestawienie został utwór "Breaking Point", który wyprodukowany przez Timbalanda ukazał się we wrześniu 2010. Miesiąc później światło dzienne ujrzała piosenka "Pretty Girl Rock". Z powodu braku sukcesu komercyjnego singli, wytwórnia płytowa zdecydowała się na wydanie trzeciego utworu promującego album przed jego premierą, kompozycję "The Way You Love Me". Premiera No Boys Allowed odbyła się 21 grudnia 2010.
Z krążka wydano także utwory "One Night Stand" nagrane z Chrisem Brownem oraz "Lose Control" z Nellym.

### 2012-obecnie: Trzeci album studyjny
Aktualnie Hilson pracuje nad swoim trzecim albumem studyjnym.

## Dyskografia
- 2009 - In a Perfect World...
- 2010 - No Boys Allowed

## Nagrody i nominacje
- American Music Awards
  - 2009, Ulubiona artystka R&B/Hip-Hop (Nominacja)
  - 2009, Przełomowa artystka (Nominacja)

- BET Awards
  - 2009, Najlepszy debiutant (Wygrana)
  - 2009, Wybór widzów: "Turnin Me On" z Lil Wayne (Nominacja)
  - 2009, Najlepsza współpraca: "Turnin Me On" z Lil Wayne (Nominacja)
  - 2009, Najlepsza artystka R&B (Nominacja)

- Grammy Awards
  - 2010, Najlepszy debiutant (Nominacja)
  - 2010, Najlepsza rap współpraca: "Knock You Down" (Nominacja)

- NAACP Image Awards
  - 2010, Wybitny debiutant (Wygrana)

- Urban Music Awards
  - 2009, Najlepszy album (Nominacja)
  - 2009, Najlepsza artystka (Nominacja)

- MOBO Awards
  - 2009, Najlepszy międzynarodowy artysta (Nominacja)
  - 2009, Najlepszy artysta R&B/soul (Wygrana)

- MTV Video Music Awards
  - 2007, Niesamowity singel roku: "The Way I Are" z Timbalandem (Nominacja)

- Soul Train Awards
  - 2009, Najlepszy debiutant (Wygrana)
  - 2009, Piosenka roku "Turnin Me On" (Nominacja)
  - 2009, Nagranie roku "Knock You Down" (Nominacja)
  - 2009, Najlepsza współpraca "Knock You Down" (Wygrana)

- Teen Choice Awards
  - 2007, Najlepszy rap singel: "The Way I Are" z Timbalandem (Wygrana)